# 寨英镇
寨英镇，是中华人民共和国贵州省铜仁市松桃苗族自治县下辖的一个乡镇级行政单位。

## 行政区划
寨英镇下辖以下地区：
寨英村、举贤村、罗家寨村、吴家寨村、黑冲村、王家坪村、凯牌村、岑鼓坡村、大塘坡村、上寨村、寨转村、阳雀村、大水沟村、邓堡村、黎堡村、野溪村、蕉溪村、李家庄村、落满村、兴家庄村、茶子湾村、半沟村、排木林村和水源村。

## 交通/旅游/文化
渝怀铁路的普觉站位于该镇的蕉溪村.平阳屯村民小组后方；该镇有独特的古村落“寨英古镇”；滚龙为该镇的一大文化特色，一般情况下，每年的农历正月13日，镇上会举办“滚龙”文化活动，该镇辖区内的各村民小组会带着各自滚龙队伍前去参与。